# Johann Wilhelm Schirmer
Johann Wilhelm Schirmer (født 5. september 1807 i Jülich, død 11. september 1863 i Karlsruhe) var en tysk maler og raderer.
Schirmer studerede på Kunstakademiet i Düsseldorf, under Friedrich Wilhelm von Schadow og Karl Friedrich Lessing og blev akademiprofessor 1839. Som lærer fik han her og i Karlsruhe, ved hvis kunstskole han 1853 blev professor og senere direktør, meget stor indflydelse på tysk landskabskunst. Oprindelig landskabsromantiker af den Düsseldorfske art med mod på kraftige, stemningsfulde lys- og farvevirkninger uddannede han sig efterhånden til en udpræget og fremragende stilist. Med fin klassisk følelse og med ihærdige naturstudier som grundlag digtede han landskaber af Poussinsk skønhed og harmoni; hovedværker fra senere tid: bibelske landskaber i 26 kultegninger (1855—56), en cyklus oliemalerier fra Abrahams historie (1859—62), fire billeder om den barmhjertige samaritan (1856—57). Arbejder af Schirmer findes rundt om i tyske museer. Nasjonalgalleriet i Oslo ejer en del arbejder af Schirmer (landskabsakvareller, tegninger og raderinger).